# Васильев, Евгений Николаевич
Евге́ний Никола́евич Васи́льев (16 февраля 1929 года — 6 февраля 2004 года) — ученый в области прикладной электродинамики, доктор технических наук, профессор, зав. кафедрой антенно-фидерных устройств Московского энергетического института (МЭИ) (1975 – 1994).

## Биография
Евгений Николаевич Васильев родился 16 февраля 1929 году. В годы Великой Отечественной войны пошел работать в лабораторию, руководимой академиком И. В. Курчатовым. Пять лет он работал в этой лаборатории и одновременно учился в вечерней школе.
В 1948 году поступил и в 1954 году успешно закончил радиотехнический факультет МЭИ. По окончании ВУЗа был оставлен на кафедре антенных устройств и распространения радиоволн (АУ и РРВ). В 1954-1957 годах  учился в аспирантуре института на кафедре АУ и РРВ. В последующие годы на кафедре работал на должностях — от ассистента до заведующего кафедрой. Последние десять лет был профессором кафедры антенных устройств и распространения радиоволн.
В 1957 году защитил кандидатскую диссертацию, в 1966 году — докторскую, на следующий год получил  ученое звание профессора.
Е. Н. Васильев был специалистом в области численных методов решения граничных задач электродинамики,  расчетов диэлектрических и импедансных антенн, антенных решеток, установленных на самолетах, ракетах, космических аппаратах. Полученные результаты расчетов использовались для определения определения параметров объектов и электромагнитной совместимости радиосистем.
Область научных интересов: решение интегральных уравнений для внешних задач электродинамики с использованием ЭВМ. На основе метода интегральных уравнений группой под руководством Е. Н. Васильева были созданы программы для расчета характеристик антенных устройств, расположенных на корпусах искусственных спутников Земли, ракетах и др. В последние годы жизни занимался разработкой гибридного метода анализа полей, рассеянных объектами сложной формы с использованием интегральных уравнений и асимптотических методов — геометрической и физической теории дифракции.
Учениками Е. Н. Васильева были 26 кандидатов и три доктора наук.
В годы его руководства кафедрой антенных устройств на ней была создана лабораторная база с безэховыми камерами, позволяющая студентам работать с современной антенной техникой. На радиотехническом факультете Е. Н. Васильев читал курсы лекций по распространению радиоволн, руководил работой аспирантов, в разное время был членом бюро Научного Совета АН СССР по комплексной проблеме "Распространение радиоволн", соруководителем секции в Научном Совете по радиофизике АН СССР,  членом редакционного совета издательства "Радио и связь" и редколлегии сборника "Антенны" и др.

## Награды
- Медаль ордена «За заслуги перед Отечеством» II степени (1999)[2]
- Медаль «За доблестный труд в Великой Отечественной войне».
- Медаль «Ветеран труда».
- Медаль «В память 850-летия Москвы».

## Труды
E. H. Васильевым является автором около 180 научных работ, включая пять монографий.
- "Антенны баллистических ракет, спутников и космических станций" под редакцией Г. Т. Маркова и Е. Н. Васильева, М. 1965 г.
- Васильева Е. Н. "Возбуждение тел вращения", М.: Радио и связь, 1987.